# Шухтин, Алексей Михайлович
Алексей Михайлович Шухтин (1912—1982) — советский учёный-физик. Доктор физико-математических наук (1961). Автор научных работ и изобретений в области оптики. Первый лауреат премии имени Д. С. Рождественского АН СССР (1971).

## Биография
Родился 18 апреля 1912 года[по какому календарю?] в деревне Алексино Весьегонского уезда Тверской губернии. После школы несколько лет работал учителем в детском доме.
В 1933 году поступил на физический факультет Ленинградского университета. В 1938 году с отличием окончил его и был зачислен аспирантом к академику Д. С. Рождественскому на кафедру оптики.
25 июня 1941 года добровольцем вступил в Народное ополчение, позже был направлен в армейскую часть на должность командира артиллерийского взвода. Принимал участие в прорыве блокады Ленинграда и последующем освобождении Псковской области, Эстонии и Латвии.
В мае 1945-го вместе с частью, в которой служил, был отправлен на Дальний Восток, где участвовал в боевых действиях против японской Квантунской армии. Войну закончил в Пхеньяне в звании капитана, в должности начальника штаба полка зенитной дивизии.
В октябре 1946 года уволен в запас и поступил на кафедру оптики физического факультета ЛГУ. Работал старшим лаборантом, ассистентом, доцентом, старшим научным сотрудником, научным руководителем лаборатории. С 1962 по 1968 г. декан физического факультета. В КПСС не состоял.
Кандидат (1952) и доктор (1961) физико-математических наук. В 1962 году присвоено звание профессора.
Умер 30 декабря 1982 года после тяжелой болезни.
Жена — Татьяна Георгиевна Мейстер (1922—1989), доктор физико-математических наук, профессор Ленинградского университета, приёмная дочь академика Г. К. Мейстера.
Дочь — Мария Алексеевна Шухтина (р. 1953), кандидат физико-математических наук, доцент, затем старший научный сотрудник кафедры физики Земли Санкт-Петербургского государственного университета.
Дочь (младшая) — Анна, студентка биологического факультета ЛГУ, трагически погибла в 1973 году.

## Научная деятельность
Основная часть работ А. Шухтина была посвящена исследованию газоразрядной плазмы и развитию экспериментальных методов её исследования.
Он развил и обобщил метод крюков Рождественского, предложив, в частности, два варианта наблюдения дисперсии показателя преломления паров и газов, позволивших существенно повысить чувствительность и точность метода. Применив эти усовершенствования, А. Шухтин вместе с сотрудниками выполнил цикл исследований импульсного электрического разряда в инертных газах и в их смесях с парами металлов. Результаты работы по развитию метода крюков Рождественского для исследования нестационарной плазмы были представлены на Всемирной выставке в Брюсселе в 1958 г. в разделе научных достижений СССР.
С середины 60-х годов под руководством А. Шухтина в возглавляемой им лаборатории нестационарной газоразрядной плазмы выполнялись исследования, целью которых был поиск новых лазерных сред. В результате выполненных работ было обнаружено более 30 новых линий генерации в спектрах излучения атомов различных металлов.
Другим направлением работ, стимулированным появлением в 60-х годах лазеров, стало изучение взаимодействия коротких импульсов когерентного излучения с резонансно поглощающими средами. Итогами этих работ явилось обнаружение ряда новых эффектов и выработка новых физических моделей происходящих процессов.
Идеи, сформулированные А. Шухтиным и развитые его учениками и последователями, позволили решить ряд принципиальных задач физики нестационарной плазмы.
В 1963 г. за цикл работ «Интерферометрические исследования стационарной и нестационарной плазмы» удостоен Университетской премии. В 1971 году совместно с профессором Н. П. Пенкиным стал первым лауреатом премии имени Д. С. Рождественского АН СССР, присуждаемой за выдающиеся достижения в области оптики. Премия была присуждена за цикл работ по развитию и применению интерференционного метода Д. С. Рождественского.

## Награды
- Орден Красной Звезды (1944)[7]
- Орден Отечественной войны II степени (1945)Память народа :: Документ о награде :: Шухтин Алексей Михайлович, Орден Отечественной войны II степени. pamyat-naroda.ru. Дата обращения: 26 мая 2017.
- Медаль «За оборону Ленинграда»
- Медаль «За победу над Германией»
- Медаль «За победу над Японией»
- Орден Ленина (1967) — за заслуги в развитии высшего образования, подготовку квалифицированных специалистов и достигнутые успехи в развитии научных исследований
- Премия имени Д. С. Рождественского (совместно с Н. П. Пенкиным, за 1971 год) — за цикл работ по развитию и применению интерференционного метода Д. С. Рождественского

## Адреса в Ленинграде
- Университетская набережная, 7—9[8].